# Late Show with David Letterman

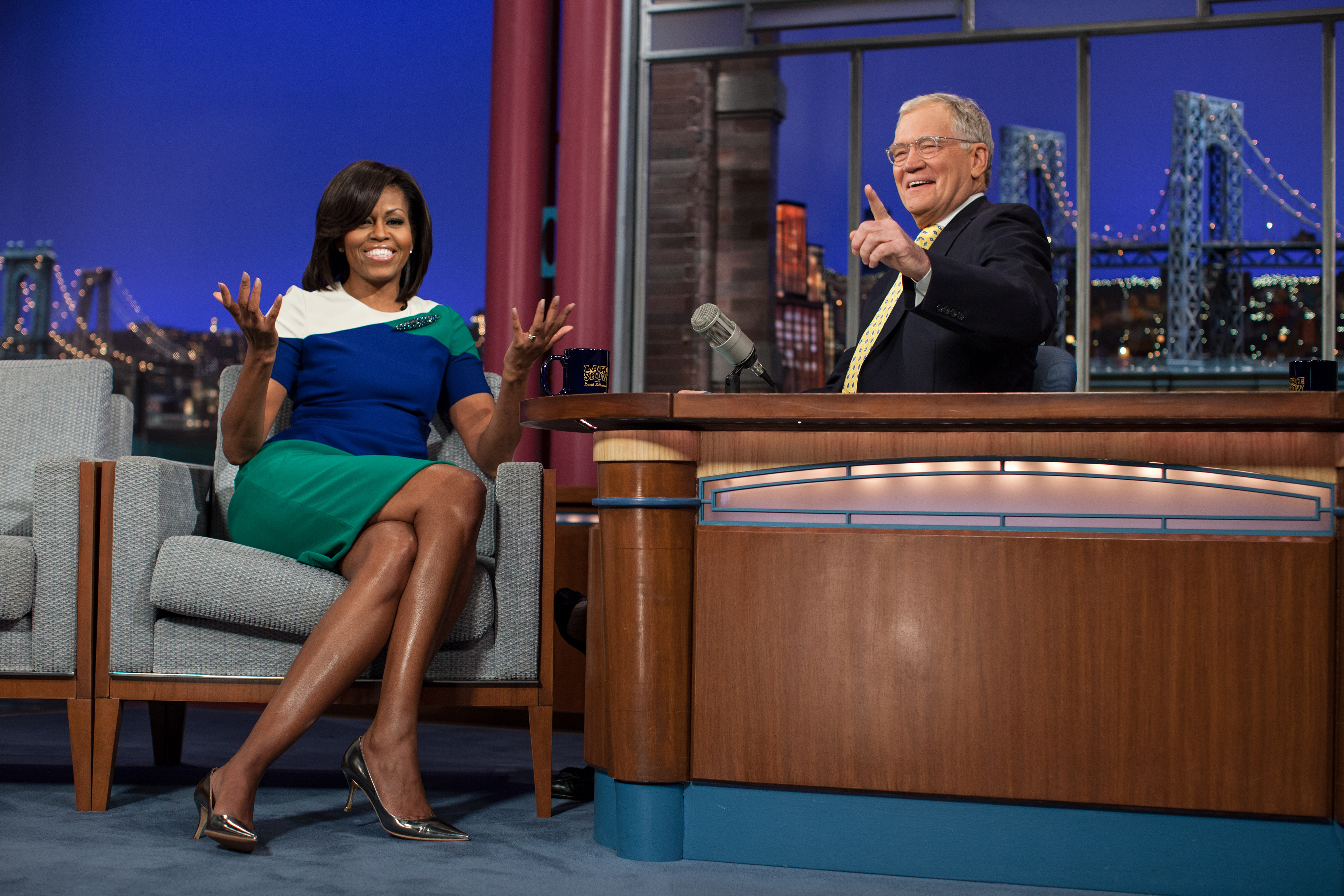
Gość programu Michelle Obama

Late Show with David Letterman – amerykański talk-show nadawany w stacji CBS od 30 sierpnia 1993 do 20 maja 2015 roku. Program był kontynuacją Late Night with David Letterman. Twórcą i prowadzącym był David Letterman, a występowi towarzyszyła orkiestra stacji CBS (CBS Orchestra) pod dyrekcją Paula Shaffera. Talk-show był nagrywany w studio stacji CBS Ed Sullivan Theater na Broadwayu.
Program składał się z kilku stałych części. Letterman rozpoczynał go monologiem na temat bieżących wydarzeń – kulturalnych lub politycznych. W dalszej części programu następowała rozmowa z zaproszonymi gośćmi. W końcowej części talk-showu miał miejsce występ muzyczny, stand-up komika lub rozmowa z innym gościem.
Częścią programu była również tzw. Top Ten List, będąca listą dziesięciu humorystycznych zdań na dany temat. Listę tę prezentowała osoba kultury, mediów lub postać fikcyjna i była czytana od miejsca 10. w górę. Zbiór takich zdań został zebrany w książce An Altogether New Book of Top Ten Lists, w której można znaleźć takie tematy jak: 10 eufemizmów mafijnych do słowa "śmierć" lub 10 cech charakteryzująch bunkier Saddama Husajna.
Late Show był nominowany oraz zdobywał nagrody, między innymi sześciokrotnie nagrodę Emmy w kategorii Outstanding Variety, Music or Comedy Series.